# Genowefa Błaszak
Genowefa Błaszak (Polonia, 22 de julio de 1957) es una atleta polaca retirada especializada en la prueba de 4x400 m, en la que ha conseguido ser medallista de bronce europea en 1986.

## Carrera deportiva
En el Campeonato Europeo de Atletismo de 1978 ganó la medalla de bronce en los relevos 4x400 metros, con un tiempo de 3:26.76 segundos, llegando a meta tras Alemania del Este y la Unión Soviética.
En el Campeonato Europeo de Atletismo de 1986 ganó la medalla de bronce en los relevos 4x400 metros, con un tiempo de 3:24.65 segundos, llegando a meta tras Alemania del Este y Alemania del Oeste.